# Jaimito Cohen
Jaime Cohen (Buenos Aires, 30 de octubre de 1948-Kfar Saba, 28 de julio de 2022), más conocido como Jaimito Cohen, fue un actor argentino.

## Biografía
Nacido en una familia tradicionalista judía sefardí de origen libanés, su primera participación en el cine fue en La Quintrala, doña Catalina de los Ríos y Lisperguer, una película en blanco y negro de 1955 dirigida por Hugo del Carril. Siempre como actor de reparto, en televisión su primera actuación fue a los quince años, en el programa infantil El Capitán Piluso. Luego trabajó con actores como Pepe Biondi, Luis Sandrini, Osvaldo Pacheco, Juan Carlos Mareco, Juan Verdaguer y Darío Vittori, entre otros. Los personajes más reconocido fueron los que hizo en Calabromas con Juan Carlos Calabró, en el sketch «Borromeo» y en las muchas versiones cómicas de Drácula en las que a lo largo de los años en el programa representó al Conde repetidas veces. En teatro participó en la obra dramática Don Juan de Molière, con la dirección de Alberto Ure.
En 2000 emigró a Israel, asentándose primero en Afula y en 2012 se radicó definitivamente en Kfar Saba.

## Películas
- 1955 - La Quintrala, doña Catalina de los Ríos y Lisperguer
- 1969 - Tiro de gracia, como «Enano»
- 1970 - La guita
- 1971 - La bestia desnuda
- 1972 - La pandilla inolvidable
- 1972 - Juan Manuel de Rosas, como «Bufón»
- 1976 - Tú me enloqueces
- 1977 - Hay que parar la delantera
- 1979 - Cuatro pícaros bomberos
- 1980 - Gran valor, «como Superman»
- 1981 - Gran valor en la Facultad de Medicina, como «Petaca»
- 1982 - Esto es vida
- 2010 - Paam Aïti' (en inglés: The Matchmaker)

## Televisión
- 1960 - El Capitán Piluso
- 1961 - Viendo a Biondi
- 1973 - El chupete
- 1978 - La vida en Calabromas
- 1980 - Calabromas
- 1982 - Casi una pareja
- 1982 - El ciclo de Guillermo Bredeston y Nora Cárpena. Episodio: Los Beltrán y la circular, como «Palito»
- 1992 - Calabromas 92
- 1997 - El Paparazzi

## Teatro
- Don Juan de Molière, como don Camilo